# 蒙特法尔科内-内尔桑尼奥
蒙特法尔科内-内尔桑尼奥（義大利語：Montefalcone nel Sannio），是意大利坎波巴索省的一个市镇。总面积32.22平方公里，人口1692人，人口密度52.5人/平方公里（2009年）。ISTAT代码为070043。